# Souhvězdí Střelce
Střelec (latinsky: Sagittarius) je název souhvězdí na jižní obloze. Leží mezi souhvězdími Orla, Štítu, Hada, Hadonoše, Štíra, Jižní koruny, Dalekohledu, Indiána, Mikroskopu a Kozoroha. Nejjasnější hvězdy Střelce tvoří snadno rozpoznatelný asterismus Čajová konvice. Střelec je zvířetníkové souhvězdí – prochází jím část ekliptiky. Slunce prochází Střelcem od 18. prosince do 18. ledna. Tři dny poté, co do něj Slunce vstoupí, dosáhne své nejnižší deklinace a tím pádem i své nejnižší výšky na obloze vůbec. Tento bod se souřadnicemi rektascenze 18h a deklinace -23,45° se nazývá zimní slunovratový bod. Tehdy nastává zimní slunovrat, tedy začátek astronomické zimy. Slunce ten den v poledne kulminuje nad rovnoběžkou 23° 27´ jižní zeměpisné šířky.
Tato rovnoběžka se nazývá Obratník Kozoroha, neboť před 2 000 lety se tento bod nacházel v souhvězdí Kozoroha. Spolu se Štírem je Střelec jediným zvířetníkovým souhvězdím, které se ve středoevropských zeměpisných šířkách nikdy nedostane celé nad obzor. Souhvězdí Střelce však lze označit za nejzajímavější ze všech souhvězdí. Ačkoliv neobsahuje nijak zvlášť jasné hvězdy, na jeho ploše se nachází mnoho objektů vzdáleného vesmíru (jen Messierových objektů je zde 15). Pokud se díváme do souhvězdí Střelce, díváme se zároveň do středu Galaxie, který je vzdálen 30 000 ly.
Střelec patří mezi větší souhvězdí zvěrokruhu.[zdroj?] V celkovém pořadí mezi všemi souhvězdími mu patří patnácté místo. Díky své poloze se v České republice nachází velmi nízko nad obzorem, což znamená nejen že jeho jižní část nejde vidět, ale také že jeho nijak zvlášť výjimečně jasné hvězdy jdou vidět hůře, neboť se pozorují přes hustou vrstvu pozemské atmosféry. Díky své poloze nízko nad horizontem mohou být hvězdy zakryty světelným znečištěním nebo vysokými kopci. Ačkoliv je většina objektů Messierova katalogu v tomto souhvězdí viditelná pouhým okem, v České republice by to bylo možné pouze za výjimečných pozorovacích podmínek (pozorování by neměl rušit Měsíc, světelné znečištění atd.). Doba jeho pozorovatelnosti je poměrně krátká. Severní části souhvězdí se nad obzor dostávají koncem února za ranního rozbřesku. Čajová konvice je viditelná až počátkem dubna. Nejlepší pozorovací podmínky nastávají v červenci a srpnu, kdy o půlnoci souhvězdí kulminuje nad obzorem.[zdroj?] V září a říjnu již souhvězdí pomalu sestupuje a v listopadu kolem šesté hodiny večer již mizí pod obzorem.[zdroj?]

## Původ jména

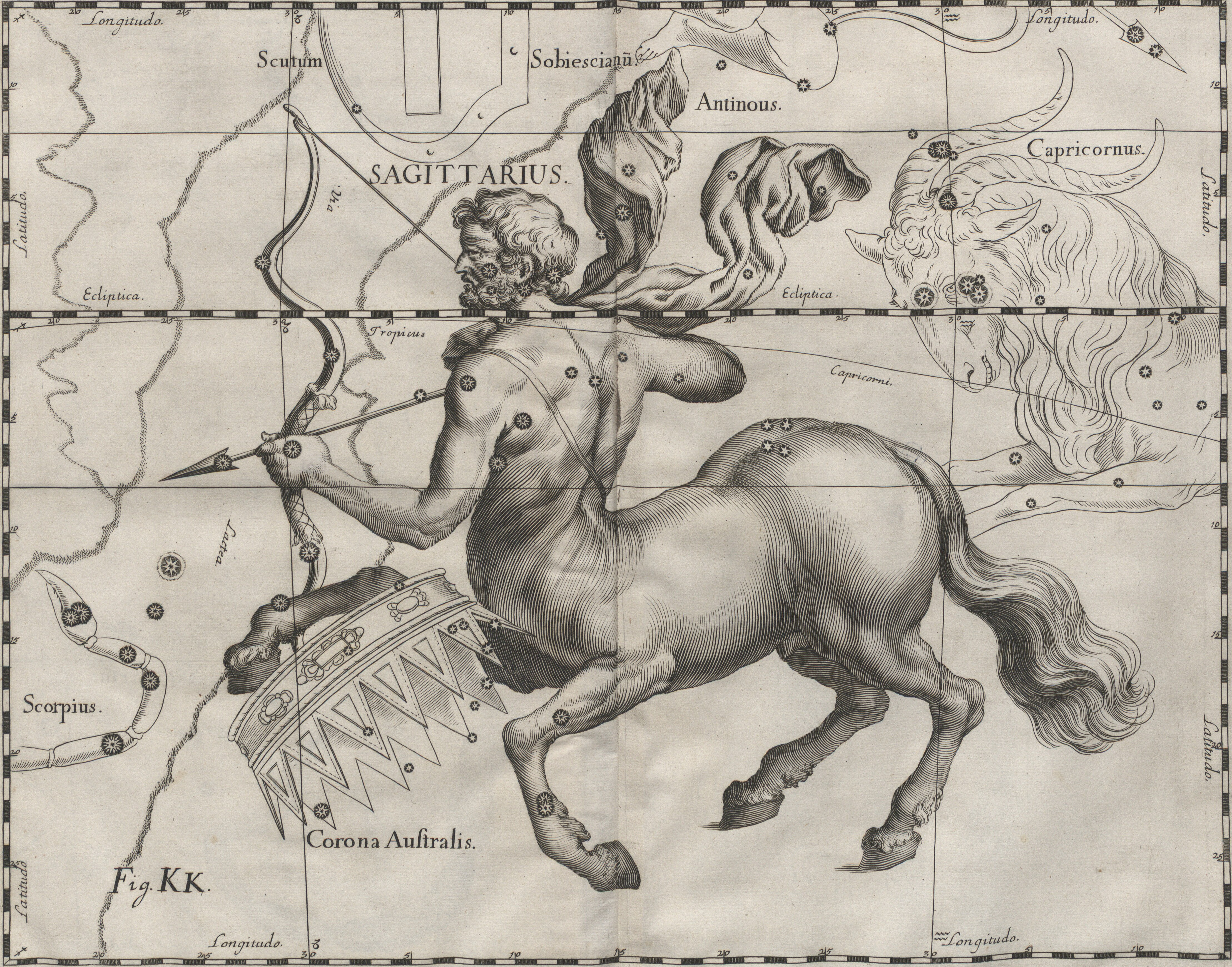
Představa Střelce od Hevelia

Staré hvězdné mapy zachycují Střelce jako kentaura držícího luk a šíp, avšak kentaur se na oblohu dostal již v podobě souhvězdí Kentaura. Podle jedné z bájí si Staří Řekové Střelce ztotožňovali s Krotem (1.p Krotus), synem boha Pana. Krotus vynalezl šíp a odjel s ním na koni na lov do lesa. Jiná báje si Střelce vykládá jako kentaura, který byl chráněnec Múz a vynalezl lukostřelbu, za což byl přenesen na oblohu. Před 4 000-5 000 lety si Sumerové na stejném místě oblohy představovali svého boha smrti a podsvětí Nergala.[zdroj?]

## Hvězdy
Nejjasnější hvězdou Střelce není jeho alfa, ale až modrobílý obr epsilon Sagittarii s názvem Kaus Australis s jasností 1,81 mag. Alfa Sagittarii, s názvem Rukbat (volně přeloženo jako Koleno lukostřelce) je hvězda hlavní posloupnosti s jasností 4,0 mag. Ze střední Evropy ji není možno pozorovat, neboť se nachází daleko na jihu. Beta Sagittarii (Arkab) je optická dvojhvězda, snadno rozlišitelná pouhým okem. Beta1 se nazývá Arkab Prior (tedy přední část nohy) a má jasnost 4,0 mag. O něco slabší a jižněji položená Beta2 se jmenuje Arkab Posterior (zadní část nohy). Tato dvojhvězda je však také příliš nízko na jihu, než abychom ji z České republiky mohli spatřit.

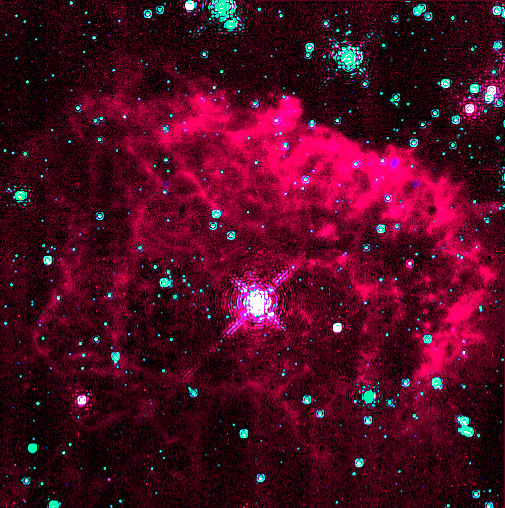
Pistolová hvězda

Většina hvězd v souhvězdí má svůj název, který se vztahuje na tu část souhvězdí, kterou hvězda v obrazci tvoří. Gamma Sagittarii, název Al Nasl (hrot šípu), je modrý obr o jasnosti 3,0 mag. Delta, epsilon, a lambda Sagittarii tvoří luk Střelce. Kaus Australis, tedy epsilon Sagittarii, znamená jižní část luku. Nad ní se nachází delta Sagittarii, Kaus Meridionalis (střední část luku), je červený obr o jasnosti 2,7 mag. Nejvýše postavená s hvězd tvořící luk je lambda Sagittarii, Kaus Borealis (severní část luku), je žlutý obr o jasnosti 2,8 mag. Zeta Sagittarii (Ascella), je dvojhvězda, tvořící část ramene, o jasnosti 3,2+3,4 mag. Sigma Sagittarii (Nunki) je modrobílá hvězda hlavní posloupnosti o jasnosti 2,5 mag. Ve středních dalekohledech je dobře pozorovatelná dvojhvězda eta Sagittarii, jasnost obou hvězd je 3,2+7,8 mag a jsou od sebe vzdáleny 3,6°. Další dvojhvězdou je xí Sagittarii o jasnosti 3,3 a 3,4 magnitudy, ale jejich vzdálenost na obloze není nikdy větší než 0,5°. Nejjasnější proměnné hvězdy jsou X Sagittarii, W Sagittarii, R Sagittarii a RY Sagittarii.
Ve Střelci se také ve vzdálenosti 25 000 světelných let nachází jedna z nejjasnějších známých hvězd v Galaxii, Pistolová hvězda, která by byla viditelná jako hvězda 4. magnitudy, kdyby nebyla zakryta oblaky mezihvězdného mračna. Trpasličí galaxie SagDEG je nejbližší sousední galaxií naší Galaxie.

## Objekty vzdáleného vesmíru

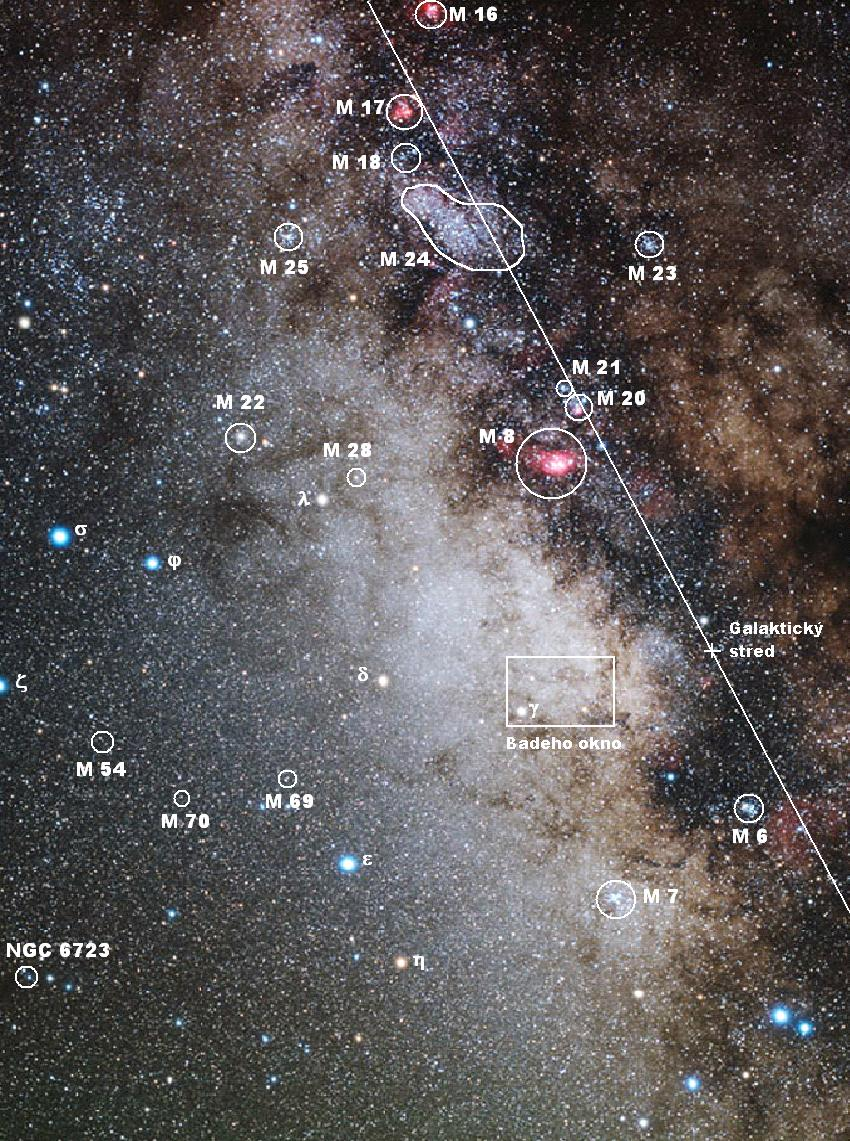
Objekty ve Střelci

Střelcem prochází nejjasnější a také nejkrásnější část Mléčné dráhy. Je to kvůli tomu, že se v této oblasti nachází středové zhuštění hvězd v blízkosti středu Galaxie a před ním část jejího spirálního ramene s názvem Rameno Střelce, které je o 6 500 světelných let blíže středu Galaxie než Rameno Oriona, ve kterém se nachází Sluneční soustava. Přímý výhled na jádro Galaxie zakrývají pozorovateli na Zemi husté mraky prachu a plynu, které pohlcují světlo hvězd nacházejících se za nimi. Tím je připraven o zajímavý pohled, neboť jádro Galaxie je tak husté, že nebýt mraků, bylo by po Slunci a Měsíci nejjasnějším objektem oblohy.[zdroj?]
Jak již bylo řečeno, Střelec je velmi bohatý na objekty vzdáleného vesmíru. Dominují v něm hlavně difúzní mlhoviny a kulové hvězdokupy. Jedním z nejhezčích objektů ve Střelci je difúzní mlhovina Laguna (Messier 8) která je po Mlhovině v Orionu druhou nejjasnější, kterou lze v Česku vidět[zdroj?] – má jasnost 6,0 mag, a je tedy na hranici viditelnosti pouhým okem. Další difúzní mlhovinou je mlhovina Omega (Messier 17), která již sice není viditelná pouhým okem, ale je dobrým cílem pro malé dalekohledy, má jasnost 7,0 mag. Velmi jasná je také otevřená hvězdokupa Messier 18, která má jasnost 6,9 mag. Difúzní mlhovina Trifid (Messier 20) s jasností 6,3 mag, patří také k oblíbeným cílům amatérských astronomů. Pouhým okem je viditelná otevřená hvězdokupa Messier 21, která má jasnost 5,9 mag.

Messier 22, je s jasností 5,2 mag, jednou z nejjasnějších kulových hvězdokup. Jasná je také otevřená hvězdokupa Messier 23, která má jasnost 5,5 mag. Hvězdné mračno ve Střelci (Messier 24) jsou dvě náhodně seskupené otevřené hvězdokupy IC 4715 a NGC 6603. Mračno má jasnost 4,6 mag. Messier 25 je otevřená hvězdokupa o jasnosti 4,6 mag. O něco slabší je kulová hvězdokupa Messier 28 (6,9 mag). Messier 54 (8,37 mag) je kulová hvězdokupa, která obíhá okolo trpasličí eliptické galaxie SagDEG. Kulová hvězdokupa Messier 55 (6,3 mag), je ze střední Evropy, kvůli své poloze jen těžko pozorovatelná. Kulové hvězdokupy Messier 69 (8,3 mag), Messier 70 (7,8 mag) a Messier 75 (8,6 mag) jdou ještě vidět menšími dalekohledy.
Velký počet kulových hvězdokup v souhvězdí lze přičítat tomu, že kulové hvězdokupy se seskupují kolem galaktického jádra.[zdroj?] Pozoruhodná je planetární mlhovina NGC 6537 (11,6 mag), známá jako Červený pavouk.